# 인민정권 창건일
인민정권 창건일(人民政權 創建日)은 조선민주주의인민공화국의 공휴일로, 1948년 9월 9일을 김일성을 수상으로 하는 정권의 창건일로 정함으로써 건국의 공로를 김일성에게 돌리고 또한 조선민주주의인민공화국이 인민의 뜻에 세워진 정권임을 선전하기 위해 조선민주주의인민공화국에서 매년 기념하는 날이다.
날짜가 9월 9일이기 때문에 간단히 9·9절(구구절)이라고도 부른다. 이 날에는 보통 예술 공연과 전시, 체육대회, 보고대회 등의 행사가 열린다.

## 같이 보기
- 2018년 북한 정권수립 70주년 기념 열병식